# Chiesa di San Martino Vescovo (Verucchio)
La chiesa di San Martino Vescovo, detta più semplicemente chiesa di San Martino, è la parrocchiale di Verucchio, in provincia e diocesi di Rimini; fa parte del vicariato della Valmarecchia.

## Storia
La prima pieve di Verucchio esisteva già nel X secolo; essa era nota inizialmente con il titolo di pieve di San Giovanni in Bulgaria Nova, mentre dal XV secolo è attestata la dedicazione a san Martino.
La prima pietra della nuova collegiata venne posta nel 1863; l'edificio, sorto sul luogo dell'antico monastero di San Francesco d'Assisi voluto dai signori Malatesta nel 1320 e disegnato da Antonio Tondini e Giovanni Morolli, fu portato a termine nel 1874 ed inaugurato il 18 ottobre del medesimo anno.
L'edificio venne danneggiato durante la Seconda guerra mondiale e, pertanto, nel 1946 fu restaurato ad opera del Genio Civile; la chiesa venne nuovamente ristrutturata tra il 1997 e il 2010.

## Descrizione

### Esterno
La facciata della chiesa è a salienti, con la parte centrale, più alta, scandita da due paraste laterali, sorreggenti il grande arco in cui sono inscritti il portale maggiore e una finestra semicircolare e sopra il quale si imposta il timpano; nelle parti laterali si aprono i due portali secondari e altrettante lunette.

### Interno
L'interno, le cui pareti sono abbellite da lesene, si articola in tre navate separate da pilastri e coperte da volte a botte; coperto dalla cupola è il punto in cui il transetto incrocia l'aula, al termine della quale vi sono il presbiterio e l'abside.
Opere di pregio qui conservate sono la pala dell'altar maggiore, il cui soggetto è San Martino che dà il mantello al povero, eseguita da Giovan Francesco Nagli nel XVII secolo, il trecentesco crocifisso del presbiterio, realizzato dal cosiddetto Maestro di Verucchio, quello veneziano quattrocentesco di Catarino e Nicolò di Pietro, risalente al 1404, e le due tele ritraenti dei Santi e San Tommaso Apostolo, dipinte rispettivamente da Giovanni Battista Costa sul finire del XVIII secolo e da Ignazio Stern nel Settecento.